# San Lorenzo in Panisperna
San Lorenzo in Panisperna är en kyrkobyggnad på Viminalen i Rom, helgad åt den helige Laurentius. Enligt traditionen skall ärkediakonen Laurentius (italienska San Lorenzo) ha lidit martyrdöden på denna plats den 10 augusti år 258. Kyrkan är belägen i Rione Monti och tillhör församlingen Santi Vitale e Compagni Martiri in Fovea.
Enligt en teori kommer tillnamnet ”Panisperna” av de latinska orden panis ("bröd") och perna ("skinka"); klarissorna vid klostret skall enligt uppgift ha delat ut bröd och skinka åt de fattiga.
Från omkring år 1300 till omkring år 2000 tillhörde kyrkan franciskanorden.
På gården framför kyrkan finns ett monument tillägnat heliga Birgitta. Det skulpterades 1964 av Axel Wallenberg.

## Historia
Vid denna kyrka tiggde heliga Birgitta allmosor åt de fattiga. Efter sin död den 23 juli 1373 bisattes Birgitta i kyrkan i väntan på att hon skulle föras hem till Sverige. Birgitta hade valt denna kyrka, då hon tidigare hade varit medlem av franciskanernas tertiärorden. Därutöver hade hon ofta besökt kyrkan och det närliggande klarisserklostret.
Kyrkans äldsta historia är höljd i dunkel. Den restaurerades på 700-talet, och den fick sin nuvarande prägel vid en ombyggnad 1575–1576, utförd av Francesco da Volterra. 

## Interiören
Interiörens dekor är till stor del från 1700-talet, men hela korväggen upptas av en monumental fresk som framställer den helige Laurentius martyrium, utförd av Pasquale Cati 1585–1589.
Kyrkan har sex sidokapell, tre på var sida.

### Höger sida
Cappella di Santa Chiara
Första sidokapellet på höger hand är invigt åt den heliga Klara av Assisi. Altarmålningen utgörs av Antonio Nessis målning Den heliga Klaras mirakel från år 1756. På kapellets högra vägg återfinns kardinal Guglielmo Sirletos gravmonument; han var kardinalpräst av San Lorenzo in Panisperna från 1565 till 1585 och tog initiativet till ombyggnaden.
Cappella dei Santi Crispino e Crispiniano
Det andra kapellet är invigt åt de heliga tvillingbröderna Crispinus och Crispinianus, vilka led martyrdöden i Rom år 287; deras reliker vördas under altaret. Det är oklart vem som har utfört altarmålningen som framställer martyrbröderna.
Cappella dell'Immacolata Concezione
Tredje kapellet på höger hand är invigt åt den Obefläckade Avlelsen. Altarmålningen är ett verk av Giuseppe Ranucci från år 1757.

### Vänster sida
Cappella di San Francesco
Första sidokapellet på vänster hand är invigt åt den helige Franciskus av Assisi. Altarmålningen Den helige Franciskus stigmatisering är ett verk av Niccolò Lapiccola. Kapellets fresker av Cherubino Alberti från omkring år 1590 har emellertid gått förlorade.
Cappella di Santa Brigida
Detta kapell, invigt åt heliga Birgitta, har en altarmålning som framställer det svenska helgonet i hänryckning inför krucifixet i San Lorenzo in Panisperna; målningen utfördes av Giuseppe Montesanti år 1757. Under altaret vördas den heliga jungfrumartyren Victorias reliker. Till höger i kapellet bevaras den romerska sarkofag från 200-talet e.Kr., i vilken heliga Birgittas kvarlevor förvarades inför hemresan till Sverige.
Cappella del Santissimo Crocifisso
Det tredje kapellet till vänster är invigt åt den korsfäste Kristus. En okänd konstnär har målat Korsfästelsen.

## Titelkyrka
San Lorenzo in Panisperna stiftades som titelkyrka av påve Leo X år 1517.
Kardinalpräster under 1900- och 2000-talet
- Sebastiano Galeati (1890–1901)
- Giulio Boschi (1901–1919)
- Vakant (1919–1925)
- Eustaquio Ilundáin y Esteban (1925–1937)
- Ermenegildo Pellegrinetti (1937–1943)
- Antonio Caggiano (1946–1979)
- Michael Michai Kitbunchu (1983–)

## Bilder

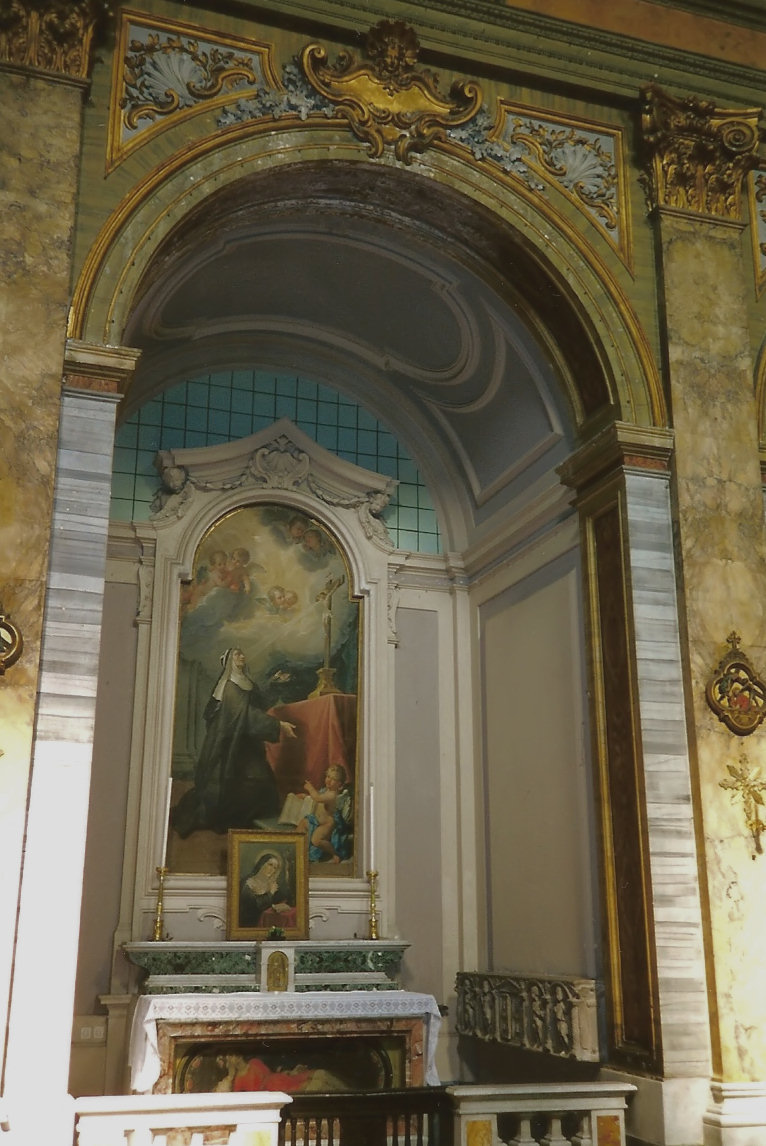
Sankta Birgittas kapell.
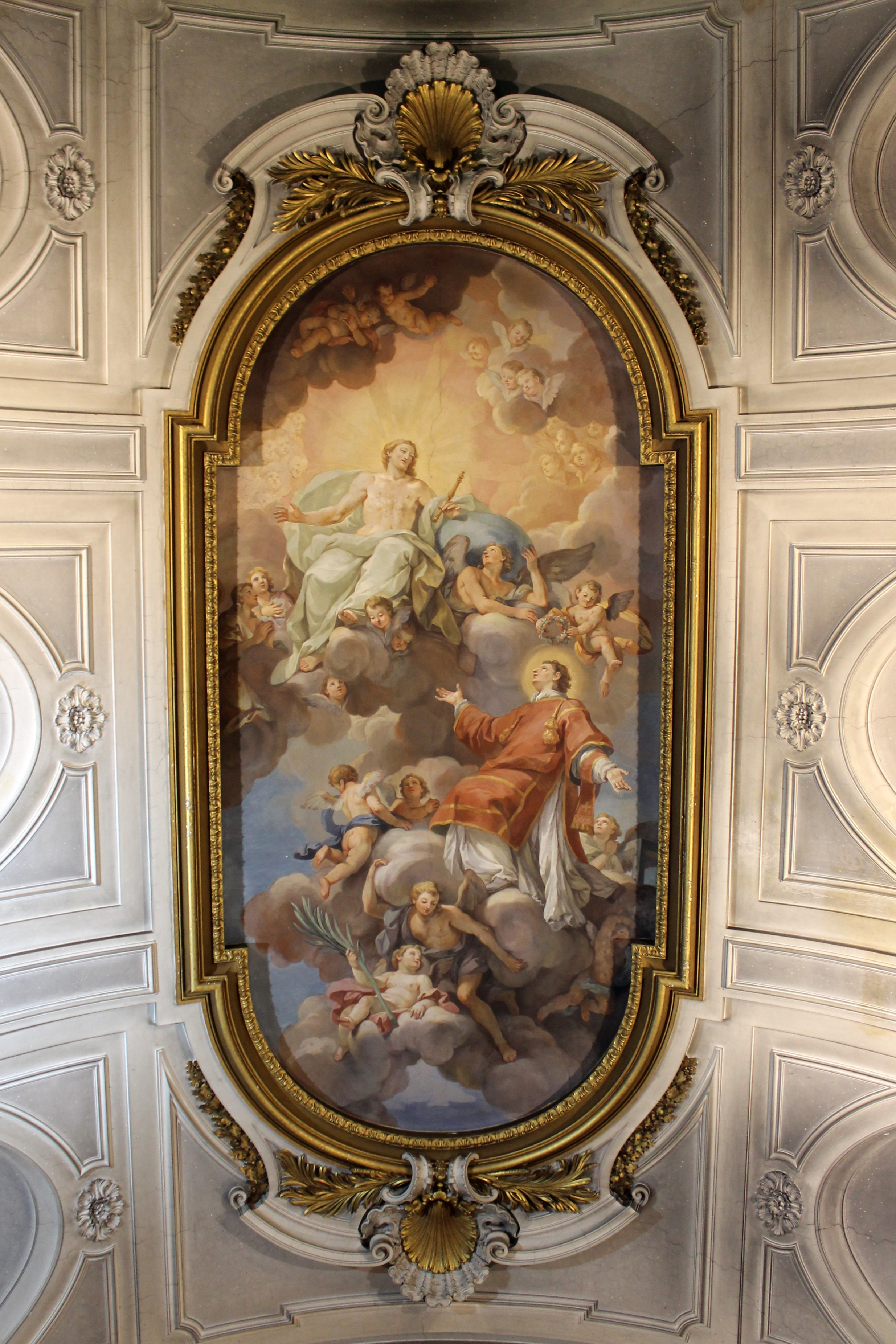
Takfresken Den helige Laurentius förhärligande av Antonio Bicchierai omkring år 1747.
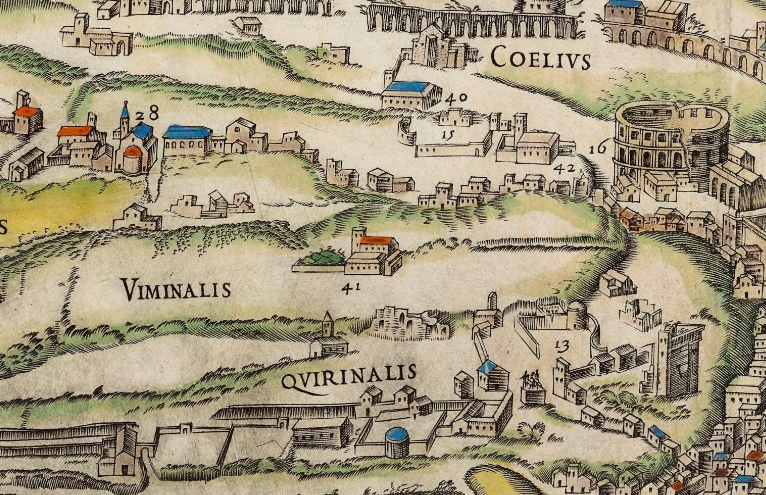
San Lorenzo in Panisperna (nummer 41) på Giovanni Antonio Dosios vy över Rom från år 1561.
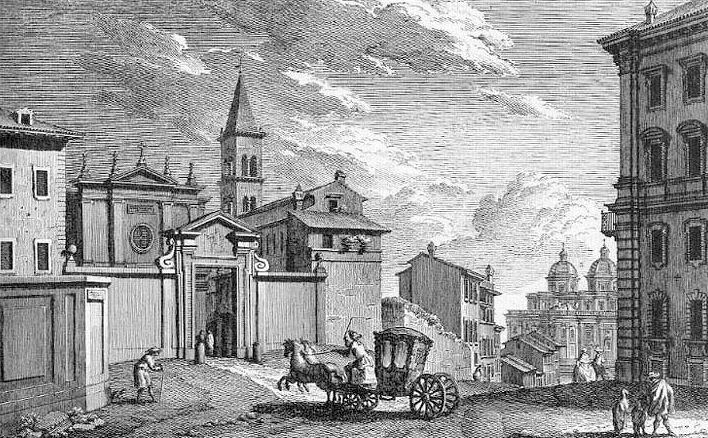
San Lorenzo in Panisperna, gravyr av Giuseppe Vasi.
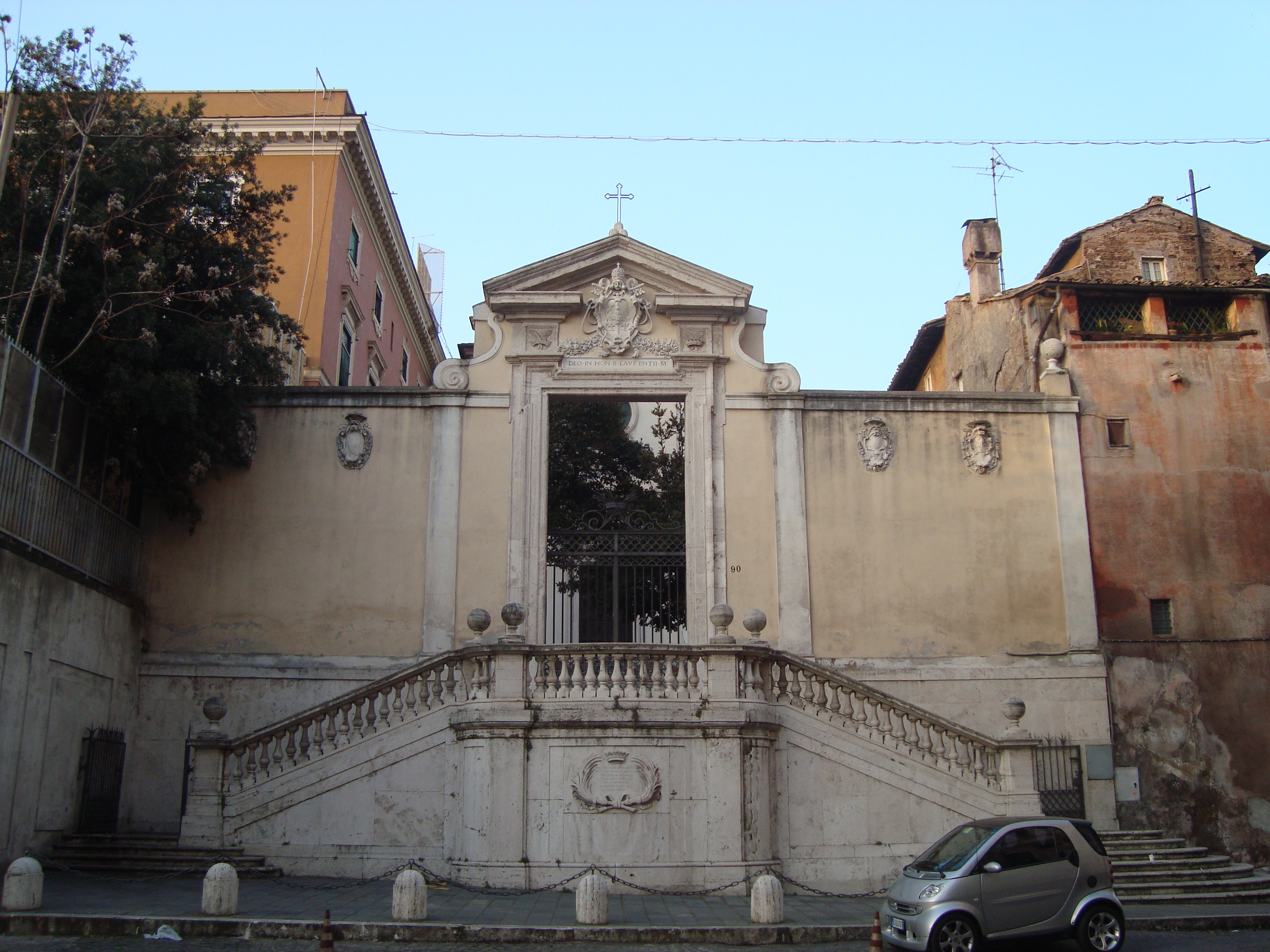
Portalbyggnaden.